# Підземний трамвай Філадельфії
Підземний трамвай Філадельфії (англ. SEPTA Subway–Surface Trolley Lines) — мережа трамвайних ліній, що мають спільну підземну ділянку в центрі міста Філадельфія, Пенсільванія, США. Разом з системою метрополітену, звичайними трамвайними лініями, приміськими потягами та міжміським метро створюють основу рейкового громадського транспорту міста.

## Історія
Наявні тепер маршрути — це залишки більш розгалуженої мережі трамвайних маршрутів, що діяли в місті на початку 1900-х років. Перші електричні трамваї з'явилися на вулицях Філадельфії у 1892 році. У 1902 році розрізнені компанії, що керували лініями, об'єдналися в єдину компанію, тоді ж почалося будівництво тунелю в центрі під Маркет стріт. Початкова ділянка тунелю відкрилася у 1906 році, у 1955 році відкрилася друга черга, підземна ділянка нині завдовжки 3,8 км та має 8 станцій.

## Маршрути
У мережі наявні п'ять маршрутів, що починаються зі спільної підземної ділянки в центрі міста. На станціях «13-та Вулиця», «15-та Вулиця» та «30-та Вулиця» можливо здійснити безкоштовну пересадку на Блакитну лінію метрополітену. На випадок надзвичайних ситуацій у тунелі, що призводять до тимчасового закриття, біля порталу 40-ї вулиці існує петля, що дає змогу розвернутися трамваям. Станція «13-та Вулиця» є кінцевою лише в години пік, решту часу трамваї курсують до станції «15-та Вулиця». Всі маршрути обслуговуються одиночними трамваями японського виробництва, 1981-82 років випуску.
Маршрут 10 також відомий як Лінія Ланкастер Авеню, довжиною 18,7 км. Маршрут був відкритий приблизно у 1887 році та у 1906 був інтегрований в центральний тунель. Починається, як і всі маршрути, на станції «13-та Вулиця», де існує пряма пересадка на однойменну станцію Блакитної лінії метро. Пройшовши підземну ділянку, на відміну від інших маршрутів виходить на поверхню через портал 36-ї вулиці, далі прямує на захід. Проходить по Ланкастер Авеню та Ленсдоун та закінчується на зупинці «63-тя Вулиця/ Малверн Авеню», в декількох хвилинах пішої ходи від залізничної станції приміських потягів. Всі зупинки розташовані в межах Філадельфії.
Маршрут 11 також відомий як Лінія Вудланд Авеню, довжиною 21,4 км. Відкрився як конка у 1858 році, інтегрований в центральний тунель у 1906. Пройшовши спільну центральну ділянку, виходить на поверхню через портал 40-ї вулиці, далі разом з 36 маршрутом прямує на південний захід. Після того як маршрути розділяються, прямує далі до містечка Дарбі, де закінчується на транспортному вузлі у центрі Дарбі разом із 13 маршрутом, що приходить з другого боку. Приблизно чверть зупинок розташовані в Дарбі.
Маршрут 13 також відомий як Лінія Честер Авеню, довжиною 18,3 км. Пройшовши спільну центральну ділянку, виходить на поверхню через портал 40-ї вулиці, далі прямує на захід по Честер Авеню до Йадону. В містечку Йадон існує розворотна петля, яка для більшої частини трамваїв є кінцевою зупинкою, лише незначна кількість трамваїв прямує далі до Дарбі на спільну кінцеву зупинку з 11 маршрутом.
Маршрут 34 також відомий як Лінія Балтимор Авеню, довжиною 16,3 км. Відкрився як конка у 1890 році, через два роки був електрифікований. Пройшовши спільну центральну ділянку, виходить на поверхню через портал 40-ї вулиці, далі прямує на захід. Проходить по Балтимор Авеню та закінчується на петлі 61-ї вулиці.
Маршрут 36 також відомий як Лінія Елмвуд, довжиною 26,1 км. Відкрився у 1904 році. Пройшовши спочатку підземною ділянкою, потім спільною з 11 маршрутом, далі прямує на південь. Проходить через район Елмвуд і закінчується у південному районі Філадельфії, Іствік.

## Галерея

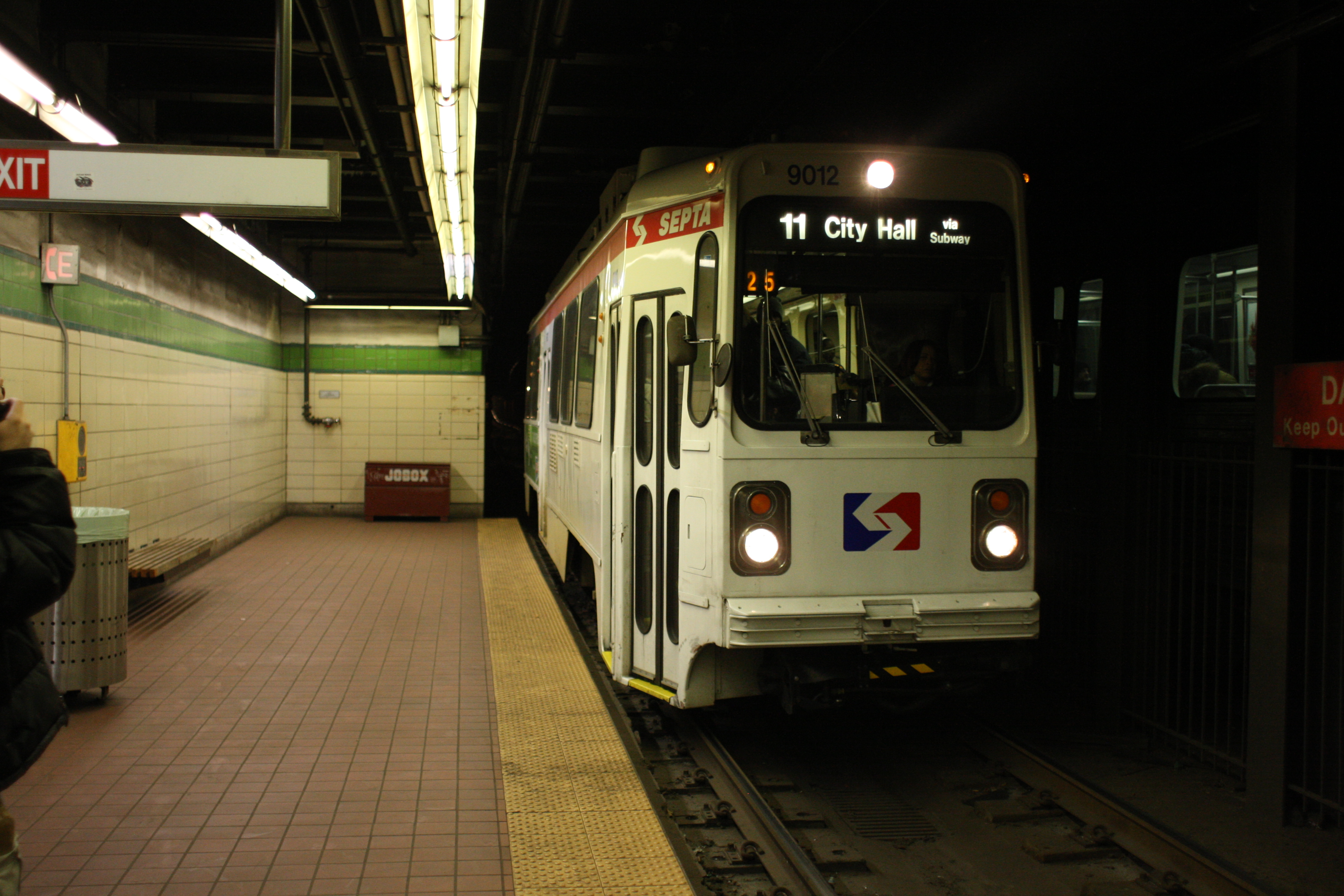
Трамвай на підземні станції
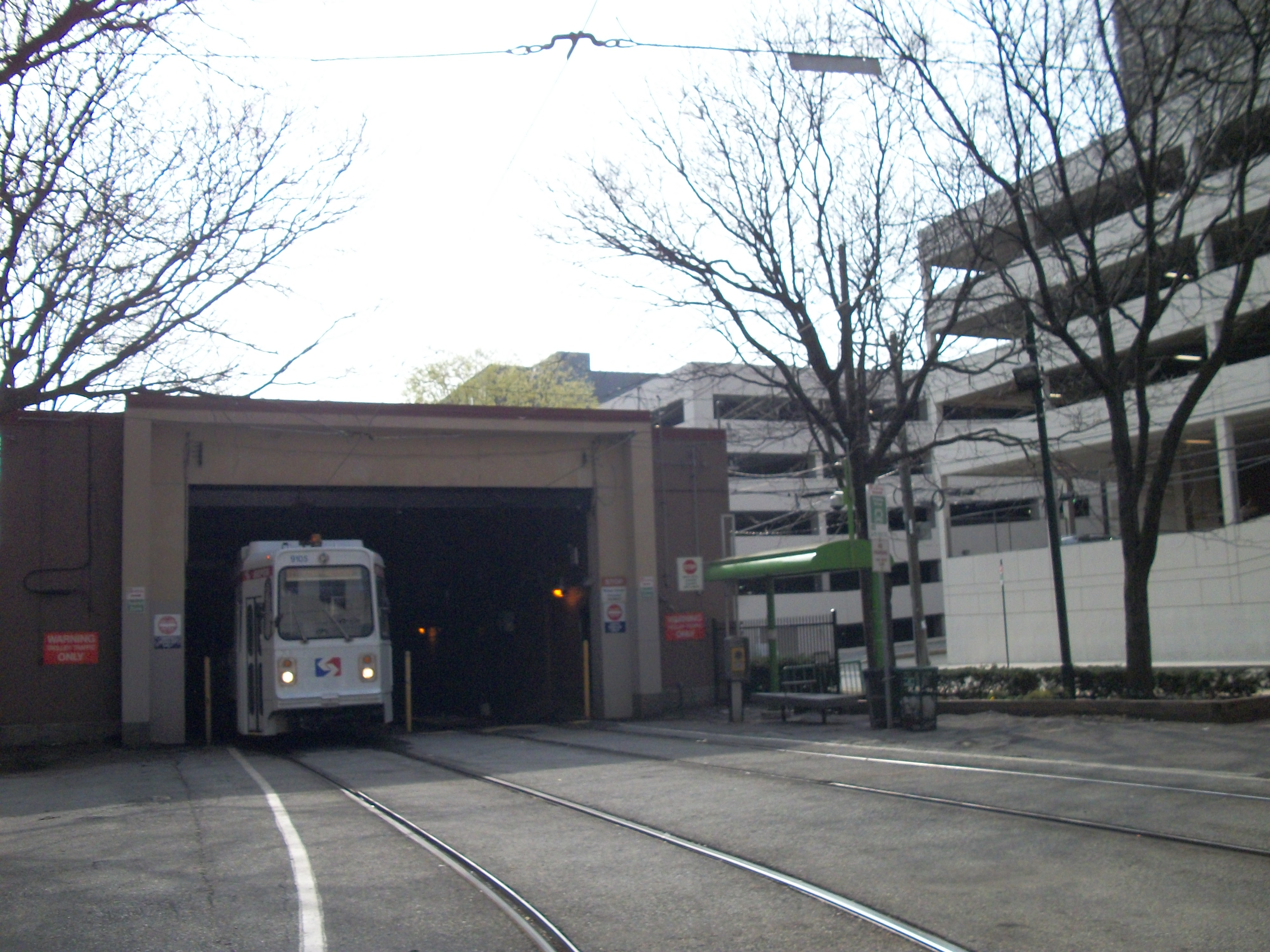
Портал тунелю на 36-ті вулиці
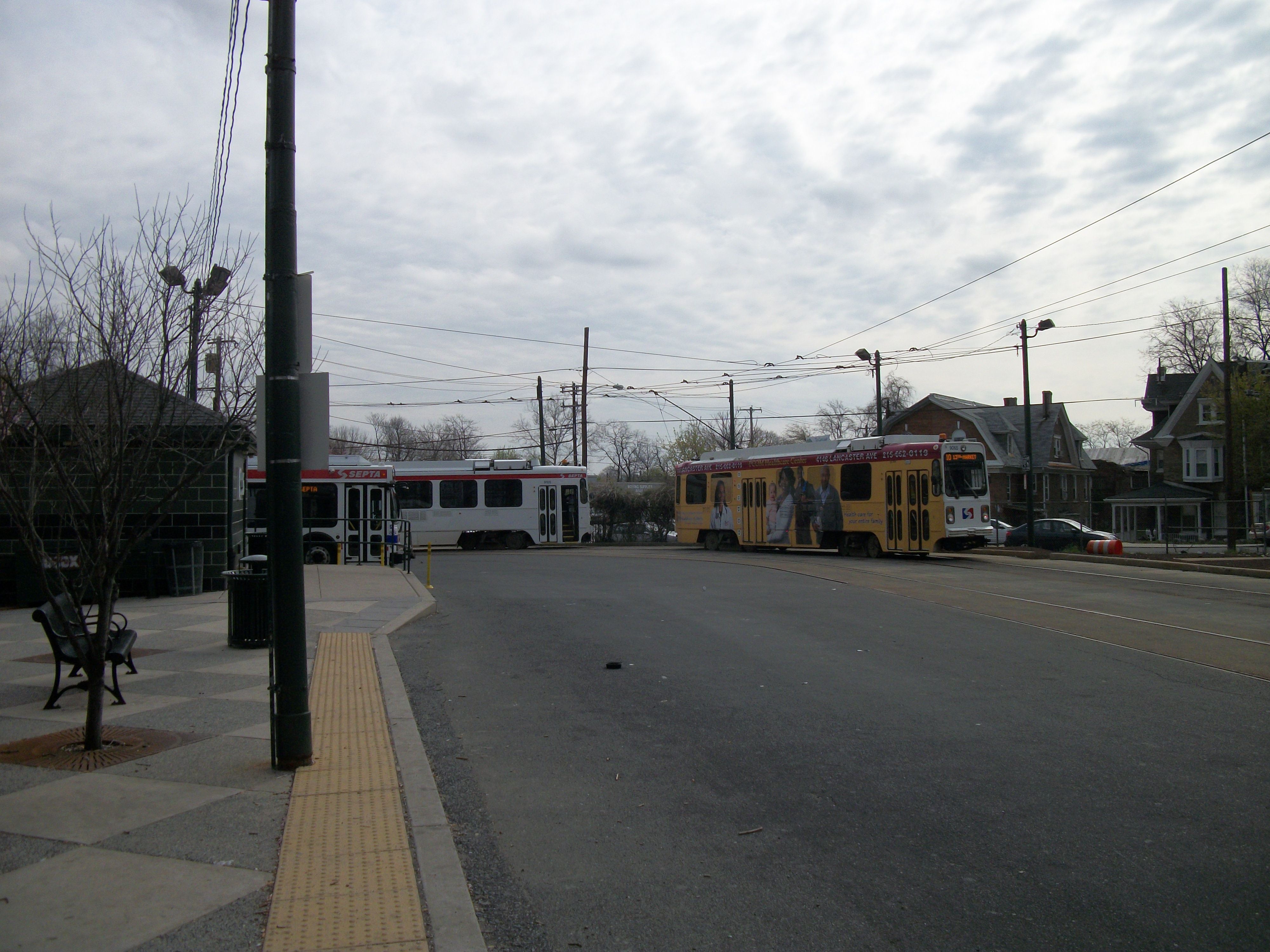
Трамваї на петлі «63-тя Вулиця/ Малверн Авеню»